# Blanche of Lancaster
Blanche of Lancaster, Duchess of Lancaster, Countess of Derby, eigentlich Blanche Plantagenet, (deutsch: Blanka von Lancaster; * wahrscheinlich 25. März 1341 oder 1345; † wahrscheinlich 12. September 1368 auf Bolingbroke Castle, Lincolnshire) war die Tochter und spätere Alleinerbin von Henry of Grosmont, 1. Duke of Lancaster. Historische Bedeutung erlangte sie als erste Frau von John of Gaunt, dem sie durch ihr Erbe zu Reichtum, Einfluss und Titeln verhalf. Ihr gemeinsamer Sohn Henry IV. bestieg als erster König des Hauses Lancaster den englischen Thron.
The Book of the Duchess („Das Buch der Herzogin“) war das erste eigene Werk des englischen Dichters Geoffrey Chaucer (ca. 1343–1400) und wurde vermutlich als Klagelied für Blanche nach ihrem Tod verfasst. In dem Gedicht wird die schöne und tugendsame Lady “White” betrauert, welche Blanche of Lancaster nachempfunden sein soll.

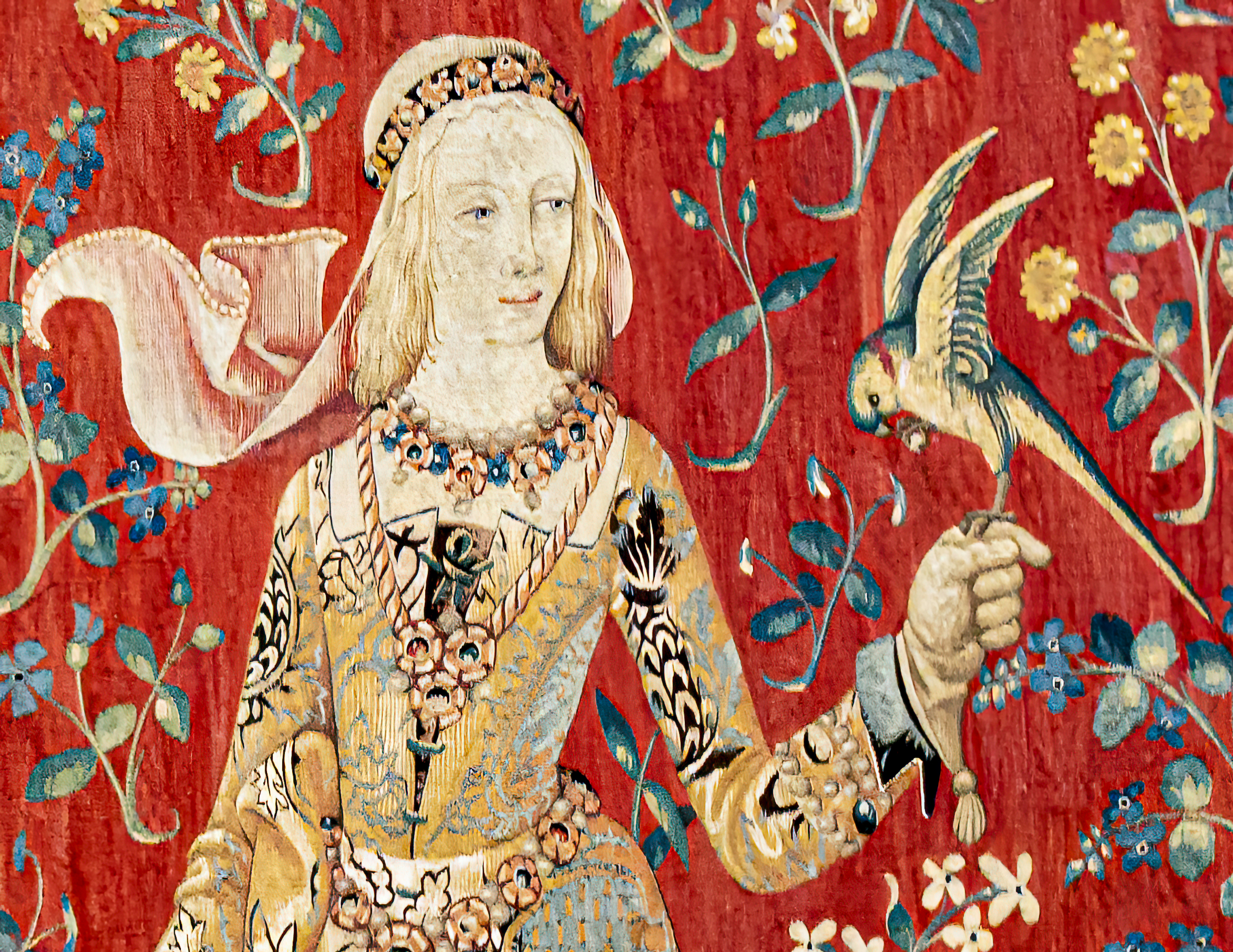
Die Dame mit Einhorn (Wandbehänge aus dem 15. Jh.) ähnelt der Beschreibung Blanches als Lady “White” in Geoffrey Chaucers “Book of the Duchess”.

## Herkunft und Jugend von Blanche

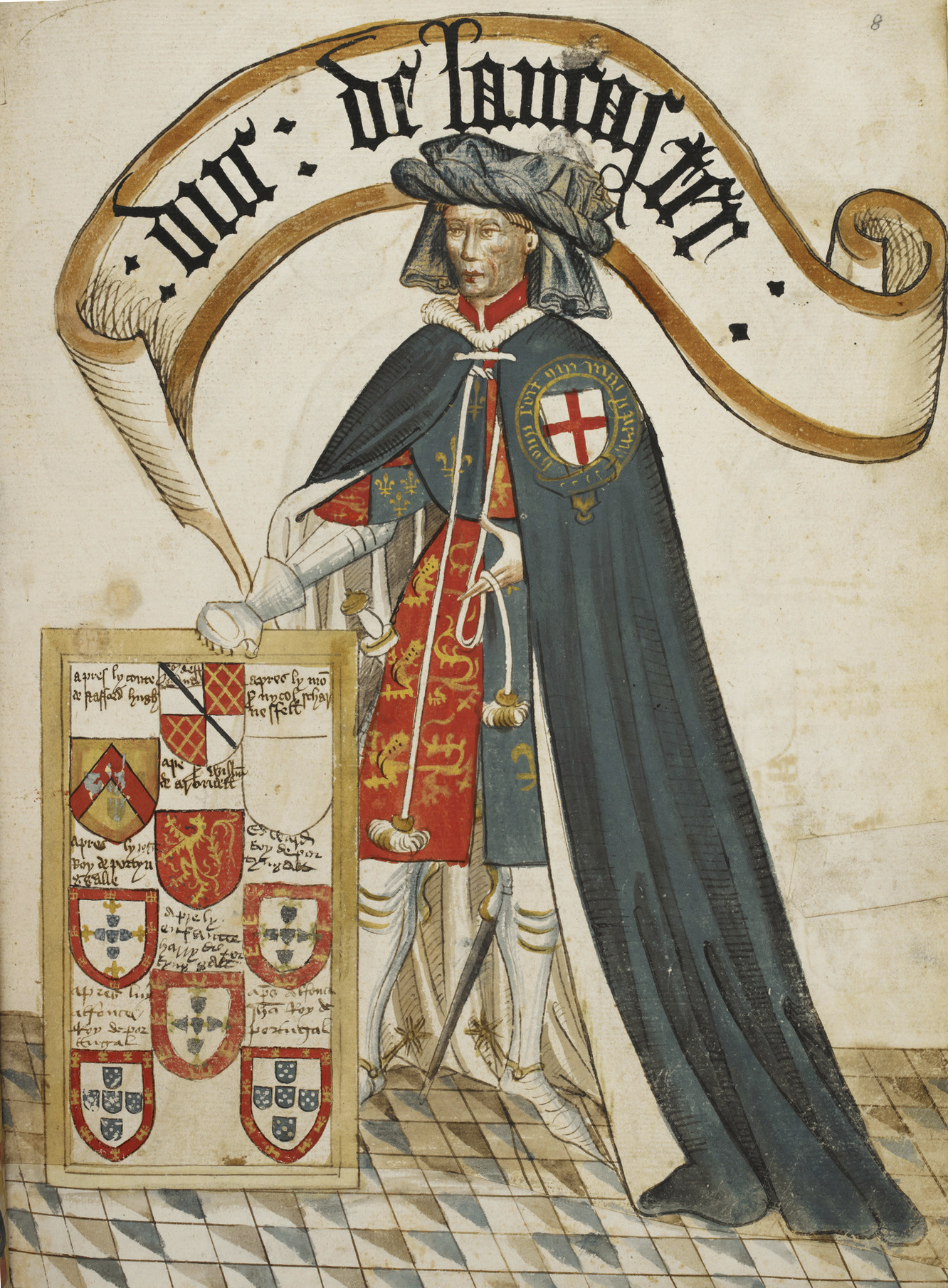
Henry of Grosmont, 1. Herzog von Lancaster; aus Bruges “Garter Book” (ca. 1430).

## Blanches Heirat mit John of Gaunt

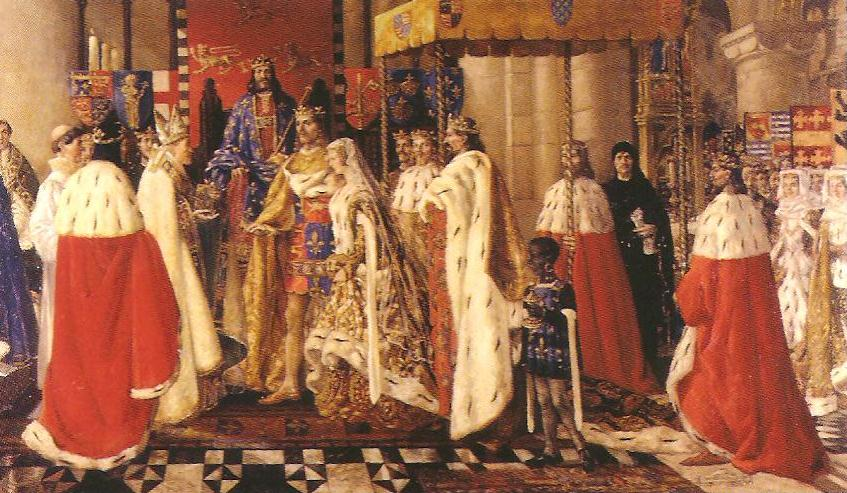
Die Heirat von John of Gaunt und Blanche of Lancaster; Boardman Wright (1914).

### Das Lancaster-Erbe

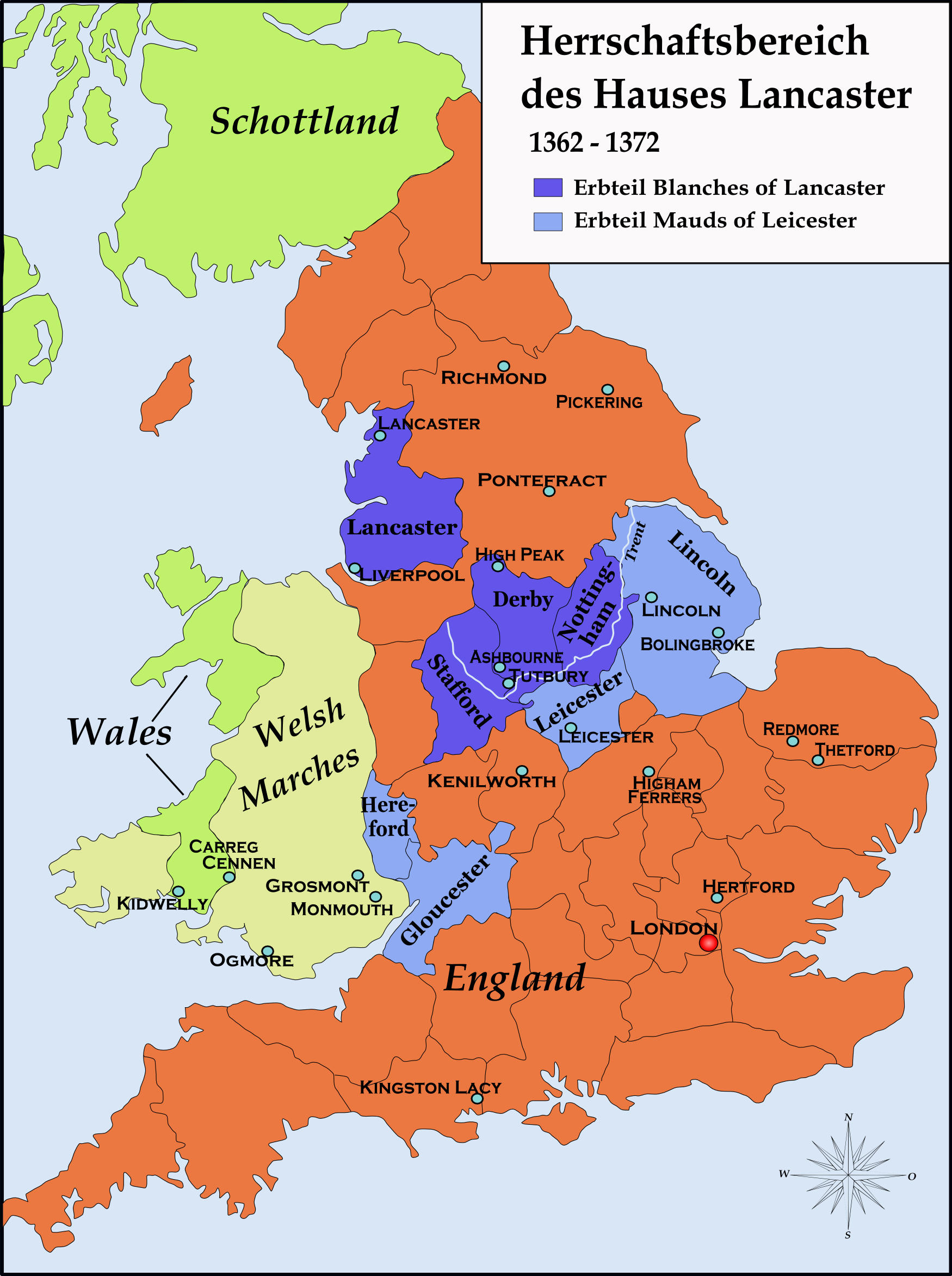

### Die herzoglichen Residenzen

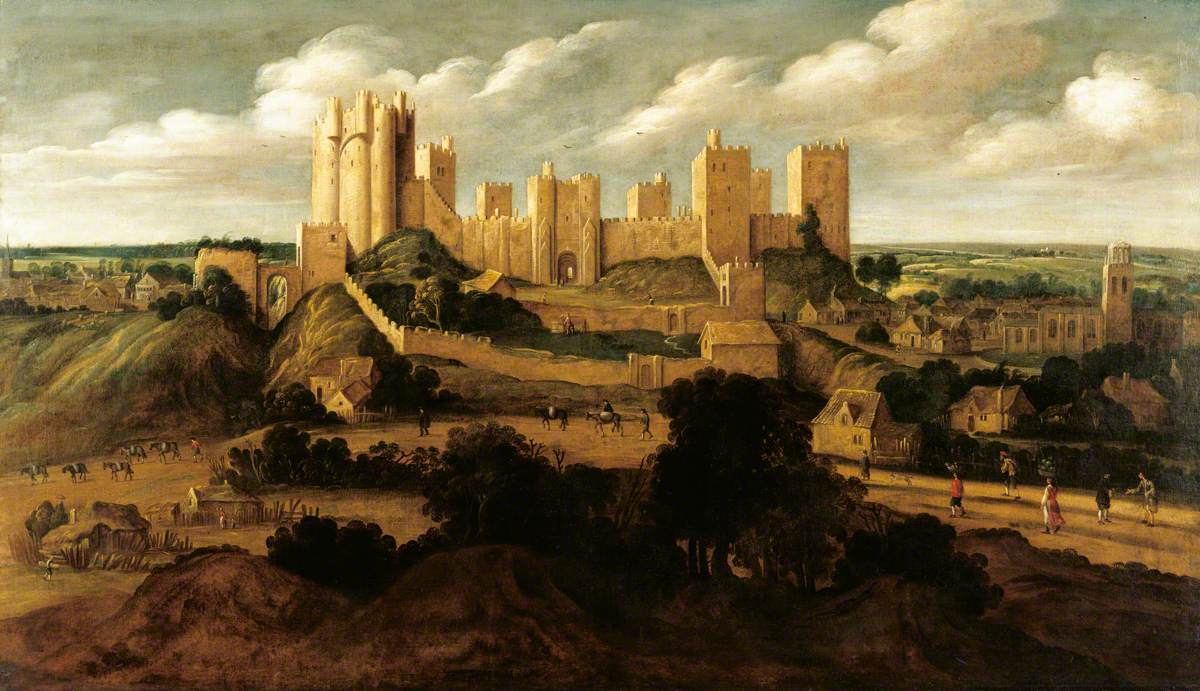
Gemälde von Pontefract Castle in West Yorkshire (um 1620).

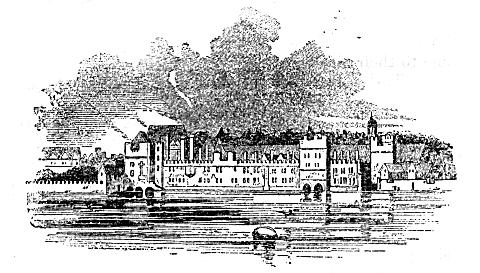
Skizze des Savoy Palace von James H. L. Hunt (um 1848)

## Nachkommen von Blanche

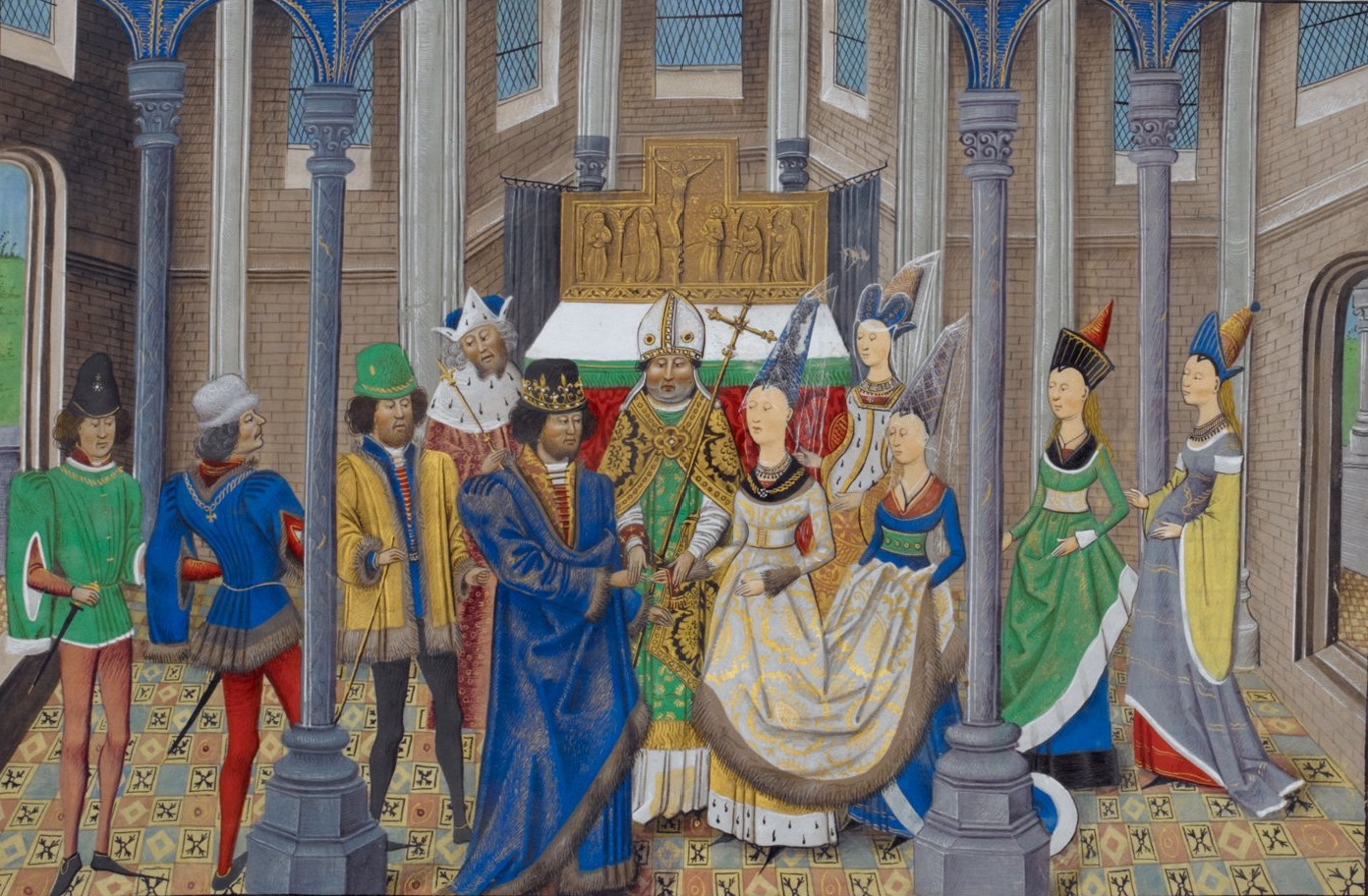
Heirat von João I und Philippa of Lancaster; aus Wavrins“Les chroniques d’Angleterre” (ca. 1470–1480)

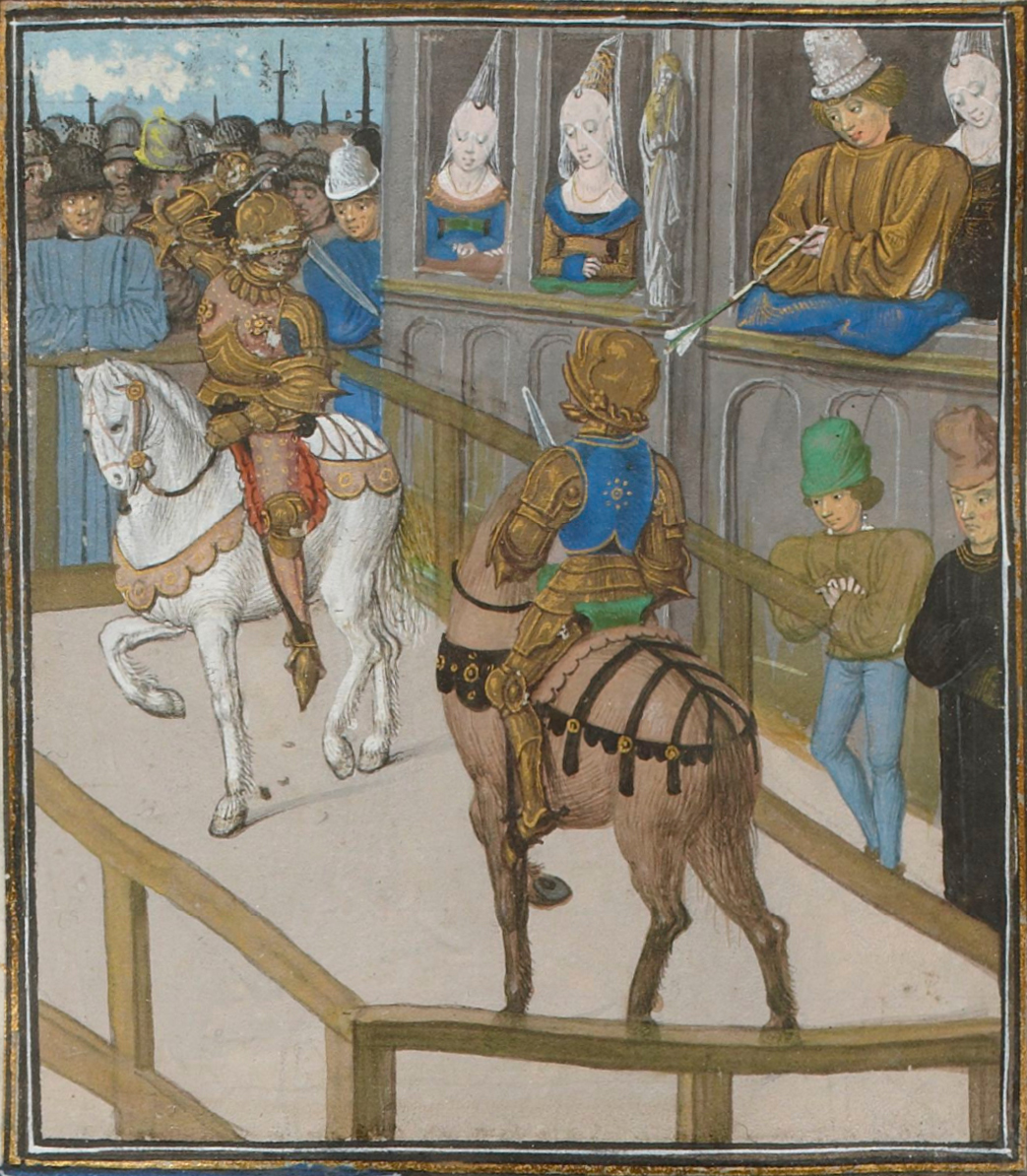
Turnier von Betanzos; aus den “Chroniques” von Froissart (ca. 1370–1400).

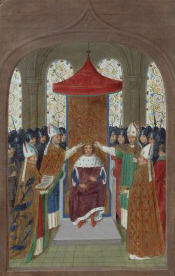
Krönung von Henry IV.; aus Wavrins“Les chroniques d’Angleterre” (ca. 1470–1480).

### John of Gaunts Grabmal in der St Paul’s Cathedral

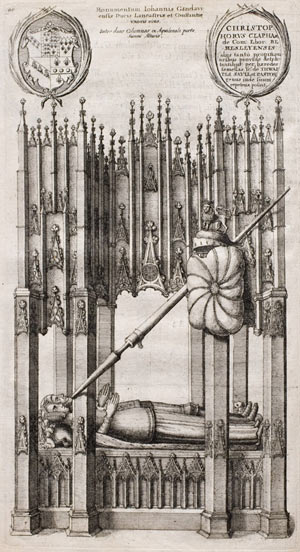
Grabmal von John of Gaunt und Blanche of Lancaster; Stich nach W. Dugdale (1658).

### Geoffrey Chaucers “The Book of the Duchess”

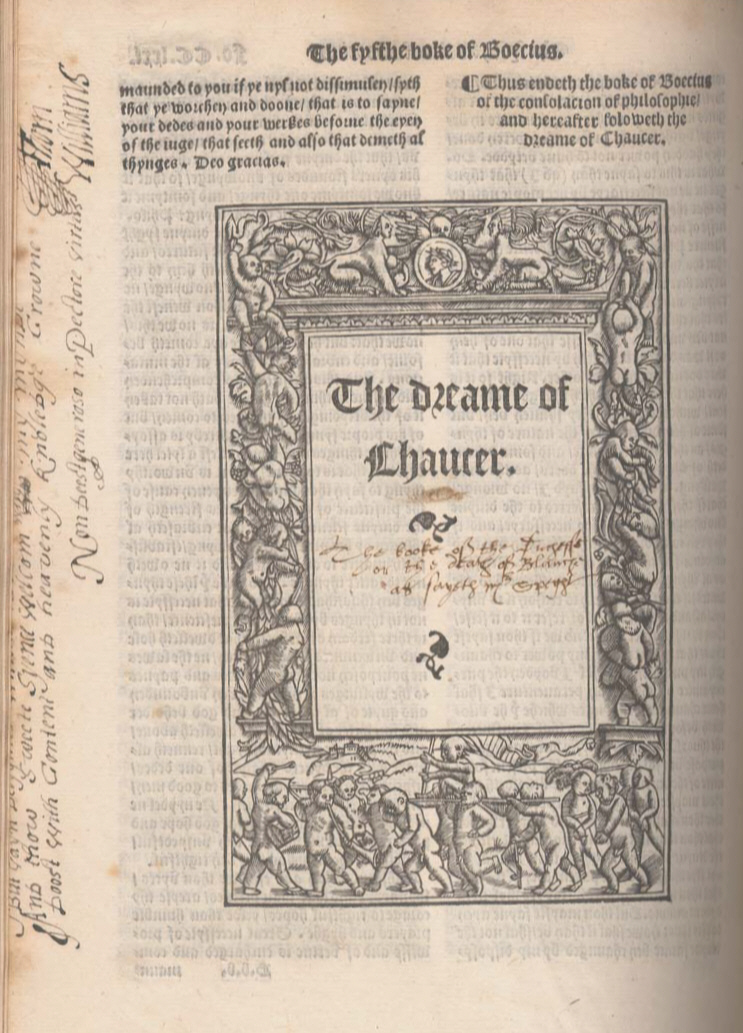
“The Dreame of Chaucer”; Titelblatt (1532).

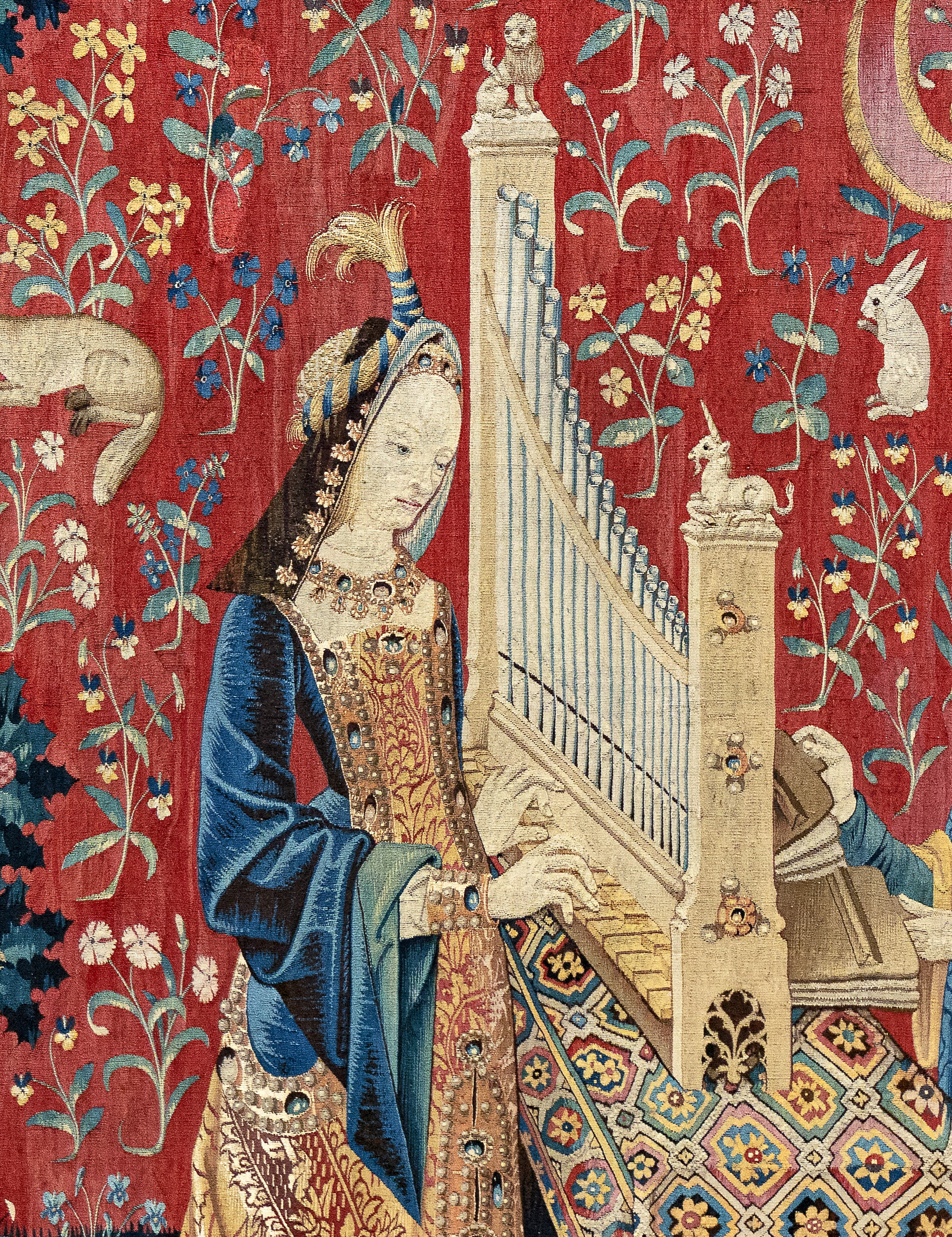
“Die Dame mit Einhorn” aus einer Serie von flämischen Wandbehängen (15. Jh.).